# Domenico Sica
Domenico Sica (Roma, 5 settembre 1932 – Roma, 30 settembre 2014) è stato un magistrato e prefetto italiano, Alto Commissario per la lotta alla mafia dal 1988 al 1991.

## Biografia
Dopo un apprendistato presso l'Avvocatura dello Stato, nel 1964 fu sostituto procuratore della Repubblica presso la procura di Roma, dove negli anni gli furono affidate le più delicate indagini, tali e tante, da ricevere il soprannome "Nembo Sic". 
Nel 1973 indagò sul rogo di Primavalle, nel 1979 si occupò dell'indagine sull'omicidio del giornalista Mino Pecorelli e nel 1980 sugli omicidi del giudice Girolamo Minervini e del colonnello dei carabinieri Antonio Varisco, entrambi assassinati dalle Brigate Rosse. 
Nel 1983, dopo l'appello di Papa Giovanni Paolo II del 3 Luglio, subentrò al Giudice Istruttore Margherita Gerunda nelle indagini sulla scomparsa della cittadina vaticana Emanuela Orlandi, e successivamente indagò sul «Super-SISMI» (una struttura parallela deviata all'interno del SISMI diretta dal generale Giuseppe Santovito che ebbe parte attiva nel depistaggio delle indagini sulla strage di Bologna), sulla Banda della Magliana, sulla loggia massonica P2 e sull'attentato a Papa Giovanni Paolo II.
Nel 1986 quale sostituto procuratore aggiunto ha indagato sul rapimento ad opera di agenti segreti israeliani di Mordechai Vanunu decidendo per l'archiviazione come "finto sequestro" o "messinscena".  Queste sue indagini gli hanno valso l'accusa di avere agito in modo "frettoloso".
Il 5 agosto 1988 fu nominato prefetto e Alto commissario per il coordinamento della lotta contro la delinquenza mafiosa. Questa scelta rappresentò un duro colpo per Giovanni Falcone, che si era candidato e di cui ci si aspettava la nomina. La nomina di Sica creò un certo scandalo anche per le numerose polemiche che avevano circondato il suo operato nella Capitale.
A luglio del 1989, poche settimane dopo un fallito attentato della mafia al giudice Giovanni Falcone sugli scogli dell'Addaura, in linea di vista col Castello Utveggio, l'alto commissario Sica depose davanti alla Commissione parlamentare antimafia, ricostruendo storia e contenuto di un pacchetto di lettere anonime che accusavano il giudice di una gestione spregiudicata dei pentiti Contorno e Buscetta e di "muoversi" agli ordini di esponenti della politica e delle istituzioni, dei quali era fornito il nome.

Sica fu anche uno dei protagonisti della vicenda del "Corvo" di Palermo: il giudice Alberto Di Pisa fu condannato nel 1992 in primo grado (e poi assolto) perché Sica indicò fosse sua l'impronta digitale lasciata su uno dei messaggi anonimi di accuse inviati ai magistrati Falcone, Giuseppe Ayala e Pietro Giammanco, al capo della polizia Vincenzo Parisi e al questore Gianni De Gennaro.
Restò nell'incarico di Alto commissario fino al 2 agosto 1991, quando divenne prefetto di Bologna.
L'ultimo incarico fu nel 1993 come inviato del governo italiano a Bruxelles per occuparsi di grande criminalità e di traffico di droga a livello europeo.
Nel 2018 l'ex faccendiere e agente dei servizi segreti Francesco Pazienza lo accusa di averlo incastrato per vendetta facendo cadere anche su di lui le accuse di depistaggio della strage di Bologna del 1980. Sempre secondo Pazienza, sarebbe stata la cassetta di sicurezza di Sica il vero obiettivo del furto storico nel caveau della Banca di Roma del 1999 per mano di Massimo Carminati, ex NAR coinvolto anch'esso nel processo per il depistaggio che lo vedrà poi assolto.